# Sirener (TV-serie)
Sirener är en amerikansk TV-serie från 1993-1995. Tittaren får följa tre nyutexaminerade kvinnliga poliser i Pittsburgh.

## Rollförteckning (urval)
- Sarah Berkezchuk - Jayne Brook
- Lynn Stanton - Adrienne Joi-Johnson
- Molly Whelan - Liza Snyder